# Kelly Brook

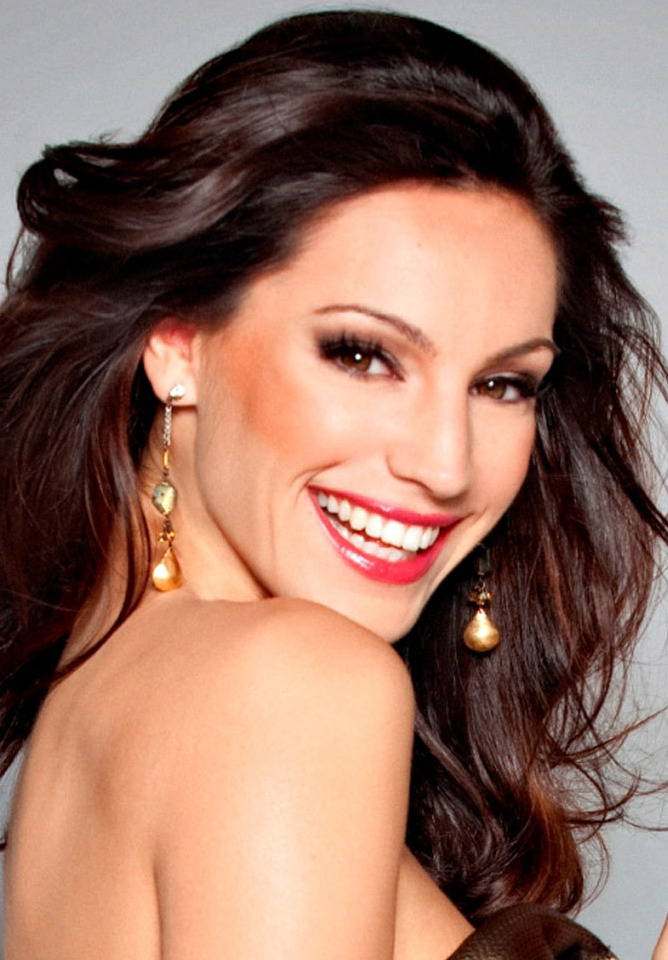
Kelly Brook (2010)

Kelly Brook, właściwie Kelly Ann Parsons (ur. 23 listopada 1979 w Rochester) – brytyjska modelka, prezenterka, aktorka i projektantka strojów kąpielowych.

## Życiorys

### Wczesne lata
Urodziła się i wychowała w Rochester, w hrabstwie ceremonialnym Kent, jako córka kucharki Sandry i robotnika budowlanego Kennetha „Kena” Parsonsa. Dorastała z młodszym bratem Damianem i starszą siostrą Sashą. Uczęszczała do Thomas Aveling School w Warren Wood w Rochester. Następnie przez trzy lata studiowała w Italia Conti Academy of Theatre Arts w Londynie, zanim została profesjonalną modelką.

### Kariera
Po zwycięstwie w konkursie piękności, w wieku 16 lat rozpoczęła pracę jako modelka. Jej twarz ozdobiła okładki takich pism jak „FHM”, „Sky”, „Cosmopolitan”, „Tatler”, „The Face” czy „Company”. Brała udział w kampaniach reklamowych dżinsów Lee, dezodorantu Sure, Renault Megane, Walkers, Piz Buin, kolekcji bielizny Triumph Flaunt, pojawiła się na największym billboardzie w Anglii.
W 1999 roku, mając osiemnaście lat Kelly podjęła pracę jako prezenterka w programach dla nastolatków w stacjach: MTV, Granada Television i Trouble TV. W styczniu 1999 roku została wybrana w miejsce Denise van Outen jako współprowadząca, wraz z Johnny Vaughanem do programu The Big Breakfast na Channel 4 brytyjskiej telewizji. Jednak już w lipcu tego samego roku, Brook opuściła program i zakomunikowano, iż została zwolniona po serii gaf oraz problemów z czytaniem i wymawianiem słów wielosylabowych wyświetlanych na prompterze.
W roku 2000 Brook zadebiutowała na dużym ekranie u boku Matthew Rhysa, Sienny Guillory, Tima Curry i Jasona Donovana w dreszczowcu Pod wpływem (Sorted), gdzie można ją zobaczyć w roli Sarah wplątanej w scenę lesbijską. Niedługo potem wystąpiła jako Marisa Tavares w kanadyjsko-brytyjskim horrorze Rozpruwacz: List z Piekła (Ripper: Letter from Hell, 2001) z A.J. Cook, Bruce'em Payne i Claire Keim. Pojawiła się też w roli dziewczyny Lexa Luthora, przyjaciela Clarka Kenta w czterech odcinkach pierwszego sezonu amerykańskiego serialu science fiction Tajemnice Smallville (Smallville, 2002). Następnie otrzymała rolę przyjaciółki Lyle'a w filmie Włoska robota (The Italian Job, 2003) z Charlize Theron i Donaldem Sutherlandem. Zagrała także w dreszczowcu science fiction Absolon (2003) z Christopherem Lambertem i Lou Diamondem Phillipsem.
W 2004 roku otrzymała pierwszą główną rolę jako Sophia Rosselini w komedii romantycznej Jak usidlić faceta (School for Seduction) z Neilem Stuke, a także odtworzyła postać Nikki Morris w grze komputerowej Need for Speed: Underground 2.
W roku 2005 poprowadziła brytyjskie reality show o nazwie Love Island dla ITV.
Trafiła także do obsady m.in. dreszczowca Ultimatum (House of 9, 2005) z Dennisem Hopperem, komedii Deuce Bigalow: Boski żigolo w Europie (Deuce Bigalow: European Gigolo, 2006) z Robem Schneiderem i wystąpiła jako Elsie Holland w jednym z odcinków cyklu ekranizacji powieści Agathy Christie pt.: Panna Marple: Zatrute pióro (2006), wyświetlanym przez telewizję ITV1.
Stała się obiektem pewnych kontrowersji po zagraniu scen rozbieranych wraz z Juan Pablo Di Pace w dreszczowcu erotycznym W piekielnym słońcu (Survival Island/Three, 2006). Brook wystąpiła z prośbą o usunięcie w ostatecznej obróbce nagich scen z jej udziałem, jednak producenci odmówili. Na planie tego filmu poznała Billy'ego Zane, swojego późniejszego narzeczonego.
Wystąpiła w teledysku brytyjskiego zespołu Lawson do piosenki „Juliet” (2013).

### Taniec z gwiazdami
W 2007 roku Kelly wystąpiła w V sezonie brytyjskiej edycji Tańca z gwiazdami w stacji BBC. Jej partnerem był zawodowy tancerz Brendan Cole. W trakcie trwania programu, jej zmagający się z nowotworem ojciec zmarł 26 listopada 2007 roku w wieku 57 lat w Rochester na raka płuc. Pomimo początkowej decyzji o kontynuacji udziału w programie ku czci ojca, Kelly wycofała się w 9 tygodniu zmagań.
| Tydzień | Styl tańca      | Oceny sędziów | Oceny sędziów | Oceny sędziów | Oceny sędziów | Oceny sędziów | Status     |
| Tydzień | Styl tańca      | Horwood       | Phillips      | Goodman       | Tonioli       | Razem         | Status     |
| 2       | Rumba           | 3             | 6             | 7             | 6             | 22            | Bezpieczny |
| 3       | Tango           | 9             | 8             | 9             | 9             | 35            | Bezpieczny |
| 4       | American smooth | 8             | 8             | 8             | 10            | 34            | Bezpieczny |
| 5       | Paso doble      | 7             | 7             | 7             | 7             | 28            | Bezpieczny |
| 6       | Walc wiedeński  | 9             | 9             | 9             | 9             | 36            | Bezpieczny |
| 7       | Jive            | 9             | 9             | 9             | 9             | 36            | Bezpieczny |
| 8       | Samba           | 7             | 7             | 7             | 8             | 29            | Bezpieczny |

### Życie prywatne
Związana była z raperem Dizzee Rascalem, Jasonem Stathamem (od grudnia 1997 do maja 2004), Billym Zane'em (od maja 2004 do kwietnia 2008), graczem rugby Dannym Ciprianim (od września 2008 do sierpnia 2013), Matthew Morrisonem (w czerwcu 2010), graczem rugby Thomem Evansem (od grudnia 2010 do stycznia 2013) i Jeremym Pivenem (w listopadzie 2013). W kwietniu 2015 związała się z włoskim modelem i aktorem Jeremym Parisim.

## Filmografia
- 2000: Pod wpływem (Sorted) jako Sarah
- 2001: Rozpruwacz: List z Piekła (Ripper) jako Marisa Tavares
- 2003: Absolon jako Claire
- 2003: Włoska robota (The Italian Job) jako przyjaciółka Lyle'a
- 2004: Jak usidlić faceta (School for Seduction) jako Sophia Rosselini
- 2005: Ultimatum (House of 9) jako Lea
- 2005: Deuce Bigalow: Boski żigolo w Europie (Deuce Bigalow: European Gigolo) jako kobieta z obrazu
- 2006: W piekielnym słońcu (Survival Island lub Three) jako Jennifer
- 2007: Morska opowieść (Fishtales) jako Nereida
- 2009: Hotel Caledonia jako Elsa McNamara
- 2010: Pirania 3D (Piranha 3D) jako Danni Arslow
- 2010: Removal  jako Kirby
- 2015: Taking Stock  jako Kate
- 2018: Santet  jako Laura

### Filmy telewizyjne
- 2001: The (Mis)Adventures of Fiona Plum jako Fiona Plum
- 2005: Romy i Michele: U zarania (Romy and Michele: In the Beginning) jako Linda Fashiobella
- 2009: Kelly Brook & Shahid jako Adrew Flint

### Seriale
- 2002: Tajemnice Smallville (Smallville) jako Victoria Hardwick
- 2006: Panna Marple: Zatrute pióro (Marple:The Moving Finger) jako Elsie Holland
- 2007: Hotel Babylon jako Lady Catherine Stanwood (sezon 2, odcinek 3)
- 2015: One Big Happy jako Prudence (miniserial; w gł. obsadzie)